# Puente de la Avenida Kingsland
El puente de la Avenida Kingsland, anteriormente conocido como puente Avondale y designado como puente Conmemorativo De Jessa, es un puente giratorio para vehículos sobre el río Passaic en el noreste de Nueva Jersey. Cruza la línea del condado para conectar las ciudades de Lyndhurst en Bergen y Nutley en Essex, originalmente tomando su nombre de una sección de esta última. El puente se encuentra a 17,2 km de la desembocadura del río en la bahía de Newark y debe abrirse con cuatro horas de antelación. En 2010, había 26.420 cruces diarios del puente, teniendo un carril en cada dirección.

## Historia
Diseñado como un proyecto conjunto entre los dos condados y construido entre 1903 y 1905 por la New Jersey Bridge Company es un puente en celosía. Rededicado el 14 de julio de 1981 en memoria de Joseph Carmine De Jessa un infante de marina estadounidense y el primer nativo de Lyndhurst muerto en la guerra de Vietnam, el puente fue rehabilitado significativamente en 1984.

## Reconstrucción planificada
El puente se considera funcionalmente obsoleto, lo que significa que ya no puede hacer frente a las demandas de tráfico que se le hacen cuando se consideran factores tales como la capacidad de carga, la verticalidad, el espacio libre, la alineación y la geometría de la cubierta. Las ciudades de Bergen y Essex han solicitado que el puente sea reconstruido por el Departamento de Transporte de Nueva Jersey y están adquiriendo terrenos para ampliar el derecho de paso a lo largo de las carreteras de acceso al mismo. El alcance de los trabajos podría ser tan amplio como el del puente de Court Street en Hackensack, completado en 2012. En 2014 se estaban realizando obras en las cercanías del puente, pero no se había encontrado financiación para su reparación o sustitución.
En diciembre de 2014 la Autoridad de Planificación del Transporte de North Jersey (NJTPA) recomendó que se financiara el desarrollo del estudio para la sustitución del puente. En septiembre de 2015, la NJTPA hizo una solicitud de propuestas para iniciar el proceso